# Gorodovikovszk

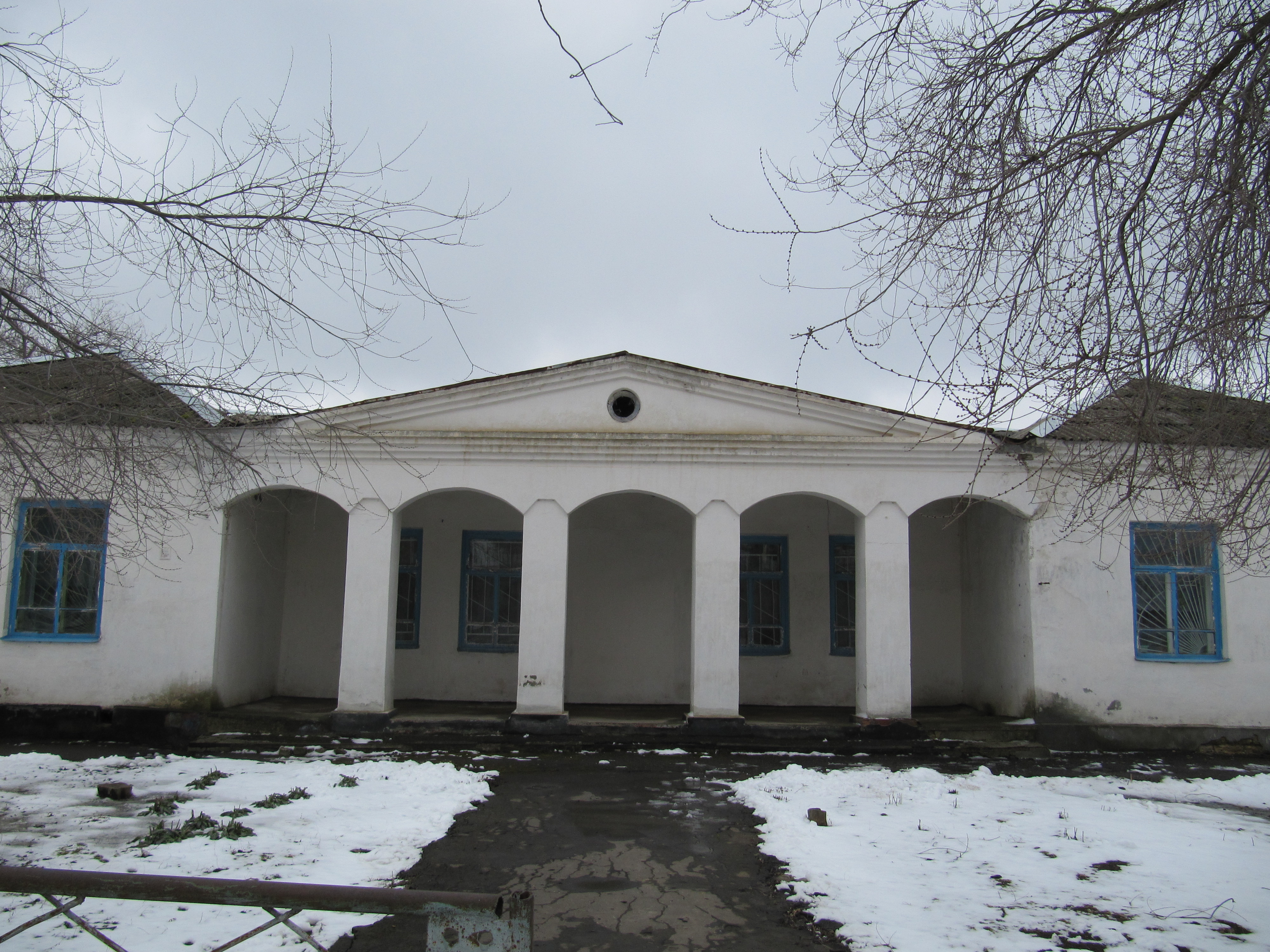
Gorodovikovszk könyvtára

Gorodovikovszk (kalmükül: Бәәшңтә; oroszul: Городовико́вск) város Oroszországban, Kalmükföldön, a Gorodovikovszki járás székhelye. Kalmükföld harmadik legnépesebb városa.

## Történelem
1872-ben alapították, 1971-ben kapott városi rangot. Névadója Oka Ivanovics Gorodovikov kalmük származású szovjet lovastábornok.

## Fekvése
A kalmük fővárostól, Elisztától 239 km-re, a másik kalmük nagyvárostól, Laganytól 555 km-re fekszik. A város a köztársaság Rosztovi terület és a Sztavropoli határterület által körbefogott nyúlványában található, közelében nagyobb város nincs.

## Lakosság
A város lakosainak többsége buddhista vallású. 2009-ben 9565 lakosa volt. Lakossága évről évre csökken. Népsűrűsége 598 fő/km².